# Élections régionales de 2025 en Vallée d'Aoste
Les élections régionales de 2025 en Vallée d'Aoste se tiendront le 28 septembre 2025 afin d'élire les conseillers de la XVIIe législature du conseil régional de la Vallée d'Aoste pour un mandat de cinq ans.

## Mode de scrutin

La région autonome Vallée d'Aoste.

La Vallée d'Aoste est une région italienne à statut spécial.  Son système électoral possède la particularité d'être le seul du pays avec celui de la région Trentin-Haut-Adige à ne pas faire élire le président régional au suffrage direct, celui-ci étant élu après les élections par les conseillers régionaux.
Les 35 conseillers sont élus pour cinq ans au scrutin proportionnel plurinominal avec listes ouvertes, vote préférentiel et un double seuil électoral. Plusieurs partis peuvent participer ensemble aux élections, mais uniquement sous la forme d'une liste commune de 18 à 35 candidats. Contrairement aux autres régions, le scrutin prend ainsi la forme d'un scrutin proportionnel classique, sans concurrence entre partis d'une même liste. Les électeurs ont néanmoins toujours la possibilité d'effectuer un seul vote préférentiel pour un candidat de la liste choisie afin de faire monter sa place dans celle-ci. En pratique, un électeur vote en cochant le sigle d'une liste et en ajoutant le nom et prénom ou le numéro d'un candidat auquel il souhaite donner son vote préférentiel, sans que cet ajout ne soit obligatoire.
Après décompte des suffrages, les listes en lice sont soumises à deux seuils successifs. Dans un premier temps, seules sont retenues celles ayant franchi le quotient électoral, c'est-à-dire le nombre de suffrages exprimés divisé par le nombre de sièges à pourvoir. Les sièges sont alors répartis entre ces listes à la proportionnelle. Dans un deuxième temps, toutes celles n'ayant obtenu qu'un seul siège selon cette répartition sont éliminées. L'ensemble des sièges sont alors répartis à la proportionnelle aux listes restantes selon la méthode du plus fort reste, et à leurs candidats en fonction des votes préférentiels qu'ils ont recueillis.
La liste arrivée en tête peut recevoir d'emblée une prime majoritaire portant sa part des sièges au minimum à la majorité absolue du total. La liste reçoit ainsi 21 sièges si elle est arrivée en tête avec au moins 42 % des suffrages. Les sièges restants sont ensuite repartis à la proportionnelle aux différentes listes. Le conseil ainsi élu procède ensuite à l'élection à la majorité absolue du président régional et du président du conseil.
Ces élections sont les deuxièmes à avoir lieu sous la loi électorale régionale de 2019, qui a mis fin aux votes préférentiels multiples et imposé l'interdiction pour les conseillers d'effectuer plus de trois mandats consécutifs. Le quota de candidats de l'un ou l'autre sexe dans chaque liste s'élève à 35 %,.

## Résultats
| Parti                  | Parti                                     | Voix | %   | +/- | Sièges | +/-           |
| ---------------------- | ----------------------------------------- | ---- | --- | --- | ------ | ------------- |
|                        | Centre-droit (Lega-FI-FdI-UdC-Ren)        |      |     |     |        |               |
|                        | Union valdôtaine (UV)                     |      |     |     |        |               |
|                        | Liste commune FP-PD                       |      |     |     |        |               |
|                        | Autonomistes du centre (SA-PlA-RV)        |      |     |     |        |               |
|                        | Vallée d'Aoste ouverte (M5S-PRC-ADGA-ADU) |      |     |     |        |               |
|                        | Liste commune AVS-RC                      |      |     |     |        |               |
|                        | Valle d'Aosta futura                      |      |     |     |        |               |
|                        |                                           |      |     |     |        |               |
| Suffrages exprimés     |                                           |      |     |     |        |               |
| Votes blancs et nuls   |                                           |      |     |     |        |               |
| Total                  | Total                                     |      | 100 | –   | 35     | en stagnation |
| Abstention             |                                           |      |     |     |        |               |
| Inscrits/Participation |                                           |      |     |     |        |               |